# Mircea Iuga
Mircea Iuga (n. 6 septembrie 1943, Călmățui, raionul Hîncești, RSS Moldovenească, URSS – d. 20 decembrie 2021) a fost un jurist moldovean. A ocupat funcția de procuror general al Republicii Moldova în perioada 1999-2001 și de judecător al Curții Constituționale a Republicii Moldova în 2001-2007.

## Copilărie și studii
Mircea Iuga s-a născut în satul Călmățui, actualmente raionul Hîncești. A absolvit Facultatea de Drept a Universității de Stat din Moldova.

## Carieră
În perioada anilor 1966-1970 a fost executor judecătoresc la Judecătoria raionului Lenin din Chișinău, consultant juridic în Direcția agricultură a Comitetului Executiv raional Nisporeni și ajutor de procuror la Procuratura raională Nisporeni. În 1970-1985 a fost judecător și președinte al judecătoriei raionale Kotovski (actualmente Hîncești). Ulterior, până în 1990 a fost judecător al Judecătoriei Supreme a Republicii Moldova. În 1990-1991 a fost prim-viceministru al justiției. În 1991-1994 a deținut funcția de Controlor Principal de Stat al Republicii Moldova, șef al Departamentului Controlului de Stat.
Din 1994 până în 1999 a fost judecător al Curții Supreme de Justiție. În 1999-2001 a ocupat fotoliul de procuror general al Republicii Moldova, în același timp fiind membru al Consiliului Superior al Magistraturii. La 15 februarie 2001 a fost desemnat în funcția de judecător al Curții Constituționale, de unde a demisionat la 23 februarie 2007.
A scris monografiile „Puterea judecătorească: căile de consolidare”, „Căile legale de atac în procesul penal”, „Căile extraordinare de atac” și a publicat numeroase articole în reviste de specialitate.
În 2020, a fost decorat cu Ordinul „Gloria Muncii”.